# Santander (métro de Barcelone)
Pour les articles homonymes, voir Santander.
Santander est une station en projet de la ligne 4 du métro de Barcelone.

## Histoire
Dans le cadre du PDI 2009-2018, il est mentionné un prolongement de la ligne 4 depuis La Pau vers La Sagrera, permettant une correspondance avec les lignes alors en construction 9 et 10, le tout avec la construction d'une station intermédiaire qui prendra le nom de Santander, en lien avec la calle de Santander juste au-dessus. Toutefois, malgré la construction du futur tunnel de la ligne 4 entre les stations Sagrera | TAV et La Sagrera (actuellement utilisé provisoirement par les lignes 9 et 10), la date d'achévement de la station est encore floue.